# Cetatea Diyarbakır

Sur este înconjurat de zidurile cetății. În timpul conflictului kurdo-turc, în 2015-2016, jumătatea estică a cetății a fost nivelată aici (Sur). În prezent, jumătate din vest este demolată (2017).

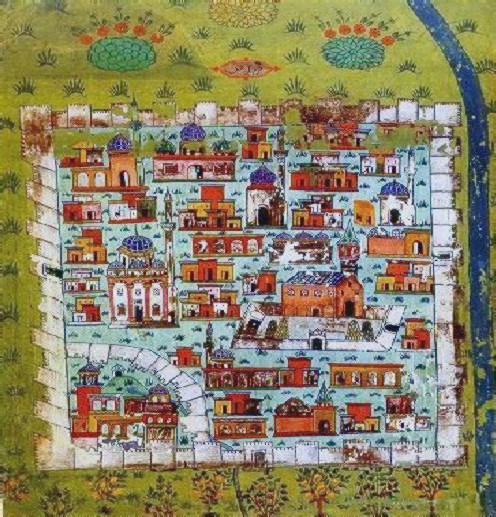
Plan din secolul al XVI-lea al lui Diyarbakır de Matrakci Nasuh.

Castelul Diyarbakır sau Cetatea din Diyarbakır (în turcă Diyarbakır Kalesi) este o fortăreață istorică în Sur, Diyarbakır, estul Turciei. Este formată dintr-o fortăreață interioară (curte interioară) și o cetate exterioară.
Porțile principale ale cetății sunt: Poarta Dağ, Poarta Urfa, Poarta Mardin și Poarta Yeni (Nouă). Zidurile provin din vechiul oraș roman Amida și au fost construite în forma lor actuală la mijlocul secolului al IV-lea d.Hr. de către împăratul Constanțiu al II-lea. Aceștia sunt cele mai lungi și cele mai largi ziduri de apărare din lume după Marele Zid Chinezesc (de exemplu, zidurile teodosiene sunt mai lungi, dar prezintă mai multe întreruperi).
UNESCO a adăugat cetatea din Diyarbakır pe lista experimentală din 2000 și l-a catalogat ca un loc din Patrimoniul Mondial UNESCO în 2015 împreună cu Grădinile Hevsel.

## Conservare
Deși zidurile și fortăreața în sine au fost odată comparate cu Marele Zid Chinezesc, acest lucru a început să se schimbe pe măsură ce războaiele au izbucnit în 2015, zidurile cetății au fost prăbușite, împreună cu o moschee, doua biserici și casele mai multor civili, obligând unele părți sa fie abandonate.
Pe măsură ce războiul a continuat, guvernul Turciei și UNESCO au început în comun un efort de reconstrucție și conservare, intenționând să-l finalizeze în termen de doi ani, începând cu demolarea unei părți a orașului. La data de 4 iulie 2015, UNESCO a adăugat Cetatea și Peisajul Cultural Grădinile Hevsel la Lista Patrimoniului Mondial UNESCO. Principalul obiectiv al UNESCO a fost protejarea mediului înconjurător al terenului în sine, mai mult decât patrimoniul terenului. Primul-ministru a vorbit, de asemenea, despre planurile de reconstrucție a zidurilor orașului ca o mare atracție turistică, menită să semene cu Parisul; acest lucru a provocat o controversă considerabilă în Diyarbakır, unde unii localnici susțin că își vor pierde vechiul patrimoniu cultural.

## Arhitectură
Cetatea din Diyarbakir este construită din piatră, bazalt negru și chirpici și a trecut prin nenumărate renovări; fortificațiile din bazalt sunt extrem de durabile, un motiv pentru care structura a rămas relativ intactă timp de peste 2000 de ani. Cetatea de la Diyarbakir este unul dintre cele mai bune exemple al supraviețuirii unui castel construit cu ajutorul unei caracteristici naturale, cum ar fi o stâncă sau un corp de apă într-o parte ca graniță. Zidurile au o funcție simbolică, precum și un scop defensiv, cu inscripții pe zidurile din orașul central (fortul) care mărturisesc despre istoria orașului Diyarbakir.
Astăzi, Cetatea Diyarbakir poate fi împărțită în două categorii, curtea interioară și cetatea (citadela). În nord-est, cetatea conține prima așezare în interiorul orașului Diyarbakir, iar aceste ziduri se întind pe o lungime de 598 de metri. Curtea interioară găzduiește un turn și zidurile orașului, care înconjoară mare parte din regiunea din Diyarbakir. Majoritatea acestor ziduri sunt construite cu stiluri tradiționale de zidărie și de construcție; turnurile sunt formate din 2-4 etaje și au o grosime de 4,4 metri la parter și se dilată spre etajele superioare.
Planurile castelului dezvăluie dominația a două forme diferite de construcție, circulare și tetragonale. Pereții au fost împărțiți în cinci grupe, dintre care patru cuprind turnurile din jurul celor patru porți principale, iar cea de-a cincea grupă cuprinde turnurile cetății.  Datorită diferențelor culturale, fortul a suferit unele modificări. Fortul a fost reconstruit, reparat și înălțat în timp. Cu toate acestea, întreaga tipologie a rămas constantă în renovările fortului.

## Construcție
Cetatea de la Diyarbakir a fost construită pentru prima dată în 297 d.Hr. de către romani. În anul 349 d.Hr., zidurile s-au extins semnificativ sub ordinul împăratului Constanțiu al II-lea. În următorii peste 1500 de ani, aceste ziduri au fost extinse și fortificate cu ajutorul rocii vulcanice din zona înconjurătoare. Există patru porți principale și 82 de turnuri de pază pe aceste ziduri.  Zidurile orașului Diyarbakir au o istorie antică care datează de la romani. Turnurile de la Diyarbakir au fost construite în principal de către romani și mai târziu au fost reconstruite de către otomani când au preluat orașul în secolele XV și XVI. În timpul înfrângerii safevizilor la Diyarbakir, otomanii au distrus zidurile cu ajutorul tunurilor și, prin urmare, au trebuit să fie reconstruite. Astăzi, zidurile sunt în mare parte intacte și formează un inel în jurul orașului vechi, care are o circumferință de peste 4 kilometri. Zidul are o înălțime de peste 10 metri și are o grosime de aproximativ 3 - 5 metri.  În 1930, o parte din zid a fost demolată. Acestea sunt cele mai largi și mai lungi ziduri de apărare din lume după Marele Zid al Chinei (care nu au întreruperi).

## Istorie
Cetatea Diyarbakir a fost construită, utilizată și reconstruită în perioadele romane și otomane, inclusiv zidurile orașului Diyarbakir, care au o lungime de până la 5,3 de kilometri. Există ziduri interioare și exterioare; de asemenea, există mai multe porți și turnuri. Pe ziduri se află circa 63 de inscripții din diferite perioade istorice inclusiv rămășițe de la hurieni, mezi, romani, sasanizi, bizantini, marwanizi (kurzi), ayubizi (kurzi) și otomani. Orașul este considerat a avea un caracter „multi-cultural și multilingvistic” Recent, războiul dintre armata turcă și gherilele kurde a dus la deteriorarea fortăreței și a monumentelor din jur, perturbând planurile guvernului de a conserva cetatea istorică în speranța de a atrage turiști în zona culturală din Diyarbakir. Aproximativ o treime din orașul vechi istoric a fost deliberat distrus de statul turc după încheierea ciocnirilor, distrugerea orașului fiind ireversibilă. 